# Lista dei linguaggi di programmazione
Questa lista dei linguaggi di programmazione ha lo scopo di includere tutti i linguaggi di programmazione esistenti, sia quelli storici sia quelli correntemente in uso, in ordine alfabetico.

## A
- A
- A+
- A++
- A# .NET
- A# (Axiom)
- A-0 System
- ABAP
- ABC
- ABC ALGOL
- Abel
- ABLE
- ABSET
- ABSYS
- Abundance
- ACC
- ActForex
- Action!
- ActionScript
- ACT-III
- ACUCOBOL-GT
- Ada
- Adenine
- Afnix
- Agda
- Agena
- Agora
- AIS Balise
- Aikido
- Alef
- ALF
- ALGOL
- Alice
- Alma-0
- Ambi
- Amiga E
- AMOS
- AMPL
- Apex
- APL
- AppleScript
- APT
- Arc
- ARexx
- Argus
- Asp
- Assembly
- Atari BASIC
- ATS
- AutoHotkey
- AutoIt
- Averest
- Awk
- Axum
- Ateji PX

## B
- B
- Bash
- BASIC
- BC
- BCPL
- BeanShell
- Batch (Windows/Dos)
- Bertrand
- BETA
- Bigwig
- Bistro
- BitC
- BLISS
- Blitz Basic
- Blue
- BlueJ
- Bon
- Boo
- Boomerang
- Bourne shell
- BPEL
- BUGSYS
- BuildProfessional

## C
- C
- C--
- C++ - ISO/IEC 14882
- C# - ISO/IEC 23270
- C/AL
- Caché ObjectScript
- CAML
- CancerScript
- Cat
- Cayenne
- Cecil
- Cel
- Cesil
- Ceylon
- CFML
- Cg
- Chapel
- CHAIN
- Charity
- Chef
- CHILL
- CHIP-8
- chomski
- CHR
- Chrome
- ChucK
- CICS
- CIL
- Clarity
- Cilk
- CL (Honeywell)
- CL (IBM)
- Claire
- Clarion
- Clean
- Clipper
- CLIST
- Clojure
- CLU
- CMS-2
- COBOL - ISO/IEC 1989
- CobolScript
- Cobra
- CODE
- Col
- Cola
- ColdC
- ColdFusion
- Cool
- COMAL
- Common Lisp (noto anche come CL)
- COMPASS
- Component Pascal
- COMIT
- Converge
- Coral 66
- Corn
- CorVision
- Coq
- COWSEL
- CPL
- csh
- CSP
- Csound
- Curl
- Curry
- Cyclone

## D
- D
- D#
- DAML
- DART
- DASL
- DataFlex
- DATATRIEVE
- dBase
- DCL
- Deesel (in precedenza, G)
- Delphi
- Dialect
- DinkC
- Dialog Manager
- DIBOL
- DL/I
- DM
- DotLisp
- Dylan
- Dynace
- DYNAMO

## E
- E
- Ease
- EASY
- Easy PL/I
- Easycoder
- EASYTRIEVE PLUS
- eC (Ecere C)
- ECMAScript
- Ecol
- eDeveloper
- Edinburgh IMP
- EGL
- Eiffel
- Einstein
- ELAN
- elastiC
- Elena
- Elf
- Elixir
- Emacs Lisp
- Emerald
- Englesi
- Epigram
- Erlang
- Escapade
- Escher
- ESPOL
- Esterel
- Etoys
- Euclid
- Euler
- Euphoria
- CMS EXEC
- EXEC 2

## F
- F
- F#
- Factor
- Falcon
- Fancy
- Fantom
- Felix
- Ferite
- FFP
- FILETAB
- Fjölnir
- FL
- Flavors
- Flex
- FLOW-MATIC
- Fly
- FOCAL
- FOCUS
- FOIL
- FORMAC
- FormWare
- @Formula
- Forth
- Fortran - ISO/IEC 1539
- Fortress
- FoxPro 2
- FP
- Franz Lisp
- Frink
- F-Script
- Fuxi

## G
- Gambas
- GameMonkey Script
- GAMS
- GAP
- G-code
- GDL
- Genie
- Gibiane
- GJ
- GLSL
- GM
- GML (Game Maker Language)
- Go
- Go!
- GOAL
- Gödel
- Godiva
- GOM (Good Old Mad)
- Goo
- GOTRAN
- GPSS
- GraphTalk
- GRASS
- Green
- Groovy
- GSL Shell

## H
- Hack (Facebook)
- HAL/S
- Handel-C, Celoxica
- Harbour
- IBM HAScript
- Haskell
- Haxe
- High Level Assembly
- HLSL
- HolyC
- Hop
- Hope
- Hugo
- Hume
- HyperTalk

## I
- I
- IBAL
- IBM Basic assembly language
- IBM Informix-4GL
- IBM RPG
- ICI
- Icon
- Id
- Ideal
- IDL
- Idle
- IMP
- Inform
- Io
- Ioke
- IPL
- IPTSCRAE
- IronPython
- ISPF
- ISWIM
- IT
- Ivy

## J
- J
- J#
- J++
- JADE
- JAGEX
- JAGADISH
- Jako
- JAL
- Janus
- JASS
- Java
- JavaScript
- JCL
- JEAN
- Join Java
- JOSS
- Joule
- JOVIAL
- Joy
- Julia
- JScript
- Jython
- JSP
- JavaFX Script

## K
- K
- Kaleidoscope
- Karel
  - Karel++
- Kaya
- KEE
- Kiev
- KIF
- Kite
- Kogut
- Kotlin
- KRC
- KRYPTON
- ksh
- KUKA

## L
- L
- L# .NET
- L++.NET (no longer developed)
- LabVIEW
- Ladder
- Lagoona
- LANSA
- Lasso
- LaTeX
- Lava
- Lazarus (Pascal)
- Leadwerks Script
- Leda
- Legoscript
- Leola
- Limbo
- Limnor
- LINC
- Lingo
- Linoleum
- LIS
- LISA
- Lisaac
- Lisp - ISO/IEC 13816
- Lite C
- Lithe
- Little b
- LLL
- Locomotive BASIC
- Logix
- Logo
- Logtalk
- LOTUS
- LPC
- LSE
- LSL
- Lua
- Lucid
- Lush
- Lustre
- LYaPAS
- Lynx

## M
- M
- M2001
- M4
- MAD (Michigan Algorithm Decoder)
- MAD/I
- Magik
- Magma
- MapBasic
- Maple
- MAPPER (Unisys/Sperry) now part of BIS
- MARK-IV (Sterling/Informatics) now VISION:BUILDER of CA
- Mary
- MASM Microsoft Assembly x86
- Mathematica
- MATLAB
- Maxima  (see also Macsyma)
- MaxScript internal language 3D Studio Max
- Maya (MEL)
- MDL
- MelloCOMPLEX
- Mercury
- Mesa
- Mesham
- MetaL
- Metalua
- Microcode
- MicroScript
- MIIS
- MillScript
- MIMIC
- Mirah
- Miranda
- MIVA Script
- ML
- Moby
- Model 204
- Modula
- Modula-2
- Modula-3
- Mohol
- MOLSF
- Mondrian
- MOO
- Mortran
- Moto
- Mouse
- MQL - Metatrader 3 programming language
- MQ4 - Metatrader 4 programming language
- MQ5 - Metatrader 5 programming language
- MPD
- MSIL - nome deprecato per CIL
- MSL
- MSX BASIC
- MUMPS
- Murphy Language
- Mythryl

## N
- nanDECK
- Napier88
- NATURAL
- NEAT chipset
- Neko
- Nemerle
- NESL
- Net.Data
- NetLogo
- NewLISP
- NEWP
- NewtonScript
- NGL
- Nial
- Nice
- Nickle
- Nomad2
- Nosica
- NPL
- NQC
- NSIS
- Nu
- Nusa
- NXC

## O
- o:XML
- Oak
- Oberon
- Object Lisp
- ObjectLOGO
- Object Rexx
- Object Pascal
- Objective C
- Objective Caml
- Objective-J
- Obliq
- Obol
- Occam
- Occam-π
- Octave
- OmniMark
- Onyx
- Opal
- OpenEdge ABL
- OPL
- OPS5
- OptimJ
- Oracle[non chiaro]
- Orc
- ORCA/Modula-2
- Orwell
- Oxygene
- Oz

## P
- PARI/GP
- Paradox
- Pascal - ISO 7185
- Pawn
- PCASTL
- PCF
- PEARL
- Perl
  - PDL
- PHP
- Phrogram
- Picat
- Pico
- Pict
- Piet
- Pike
- PIKT
- PILOT
- Pizza
- PL-11
- PL-6
- PL/0
- PL/B
- PL/C
- PL/I - ISO 6160
- PL/M
- PL/P
- PL/SQL
- PL360
- PLANC
- Plankalkül
- PLEX
- PLEXIL
- Pliant
- Plus
- POP-11
- Poplog
- PortablE
- PowerHouse
- PowerBuilder
- PowerScript
- PPL
- Processing
- Prograph
- PROIV
- Prolog
  - Visual Prolog
  - Turbo Prolog
- PROMELA
- Protel
- Proteus
- ProvideX
- Pure
- Python

## Q
- Q
- Qi
- QML
- QtScript
- QBASIC
- QuakeC
- QPL

## R
- R
- R++
- Racket
- RAPID
- Rapira
- Ratfiv
- Ratfor
- rbx.Lua
- rc
- REBOL
- Redcode
- Refal
- Reia
- Revolution
- REXX
- Rlab
- ROOP
- RPG
- RPL
- RSL
- RTL
- Ruby
- Rust
- RapidBATCH

## S
- S
- S2
- S3
- S-Lang
- S-PLUS
- SA-C
- SabreTalk
- SAC
- SAIL
- SALSA
- SAM76
- SAS
- SASL
- Sather
- Sawzall
- SBL
- Scala
- Scheme
- Scilab
- Scratch
- Script.NET
- Sculptor 4GL
- Sed
- Seed7
- Self
- SenseTalk
- Serpent
- SETL
- Shakespeare
- Shift Script
- Siddh
- SiMPLE
- SIMPOL
- Simscape
- SIMSCRIPT
- Simula
- Simulink
- SISAL
- Slate
- SLEEP
- SLIP
- SMALL
- Smalltalk
- SML
- SNAP!
- SNOBOL (SPITBOL)
- Snow
- Snowball
- SNUSP
- SOAP
- SOL
- Solidity
- Span
- SPARK
- Spice
- SPIN
- SP/k
- SPS
- Squeak
- Squirrel
- SR
- S/SL
- Strand
- Stateflow
- Subtext
- Suneido
- SuperCollider
- SuperTalk
- SYMPL
- SyncCharts
- SystemVerilog

## T
- T
- TACL
- TACPOL
- TADS
- TAL
- Tcl
- Tea
- TELON - Mainframe Online IMS/COBOL Generator
- TECO
- TELCOMP
- gt-Telon
- TenCORE
- TeX
- TEX
- TIE
- thinBasic
- Timber
- Tiny
- Tom
- TOM
- Topspeed
- TPU
- Trac
- T-SQL
- TTCN
- Turing
- Turtle
- TUTOR
- TXL

## U
- Ubercode
- Unicon
- Uniface
- uniPaaS
- UNITY
- Unix shell
- Unlambda
- UnrealScript
- USE (Regency Systems)

## V
- Vala
- VBA
- VBScript
- Verilog
- Visual Basic
- Visual Basic .NET
- Visual C++
- Visual C++ .Net
- Visual DataFlex
- Visual DialogScript
- Visual FoxPro
- Visual J++
- Visual Objects
- Vvvv
- Valkyria

## W
- WATFIV, WATFOR
- WebQL
- Winbatch
- WSFN

## X
- X++
- X10
- XBL
- XC (exploits XMOS architecture)
- XCODE
- xHarbour
- XL
- Xojo
- XOTcl
- XPL
- XPL0
- XQuery
- XSLT - Si veda XPath
- XML

## Y
- Y
- Yorick
- YAL
- YQL
- Yoix

## Z
- Zeno
- Zonnon
- ZOPL
- ZPL
- ZZT-oop
- Zig